# カレル・ポボルスキー
カレル・ポボルスキー（Karel Poborský, 1972年3月30日 - ）は、チェコ・トジェボニ出身の元サッカー選手。
豊富な運動量と抜群の瞬発力で右サイドを駆け上がり正確なクロスボールを供給する。テクニカルなドリブルを駆使し、そのままシュートに持ち込むこともある。
長年に渡ってチェコ代表の右サイドに君臨した。118キャップはペトル・チェフが更新するまで同国の最多出場記録だった。

## 経歴
UEFA EURO '96で右サイドのスピードスターとして突如頭角を表し、中世風の長髪スタイルという容姿も手伝って一気に注目を集める。グループステージではパベル・ネドベドとともにイタリアを破る原動力になった他、準々決勝のポルトガル戦では大会のベストゴールといっていいような素晴らしいループシュートを決め、最終的にはチームを準優勝へと導いた。
1996年、この活躍によりイングランドのマンチェスター・ユナイテッドへ移籍。しかし、髪を短くするのと比例するかのようにプレーに輝きが見られなくなり、またデビッド・ベッカムの台頭により出場機会にも恵まれなくなった。その後、ポルトガルのベンフィカで本来のプレーを取り戻したが、チェコ代表ではフランスW杯、日韓W杯共に欧州予選のプレーオフ敗退という憂き目にあい、ショックから一時は代表引退を表明する。
日韓W杯後、当時所属していたイタリアのラツィオを退団し、祖国のスパルタ・プラハに移籍。ここで代表への意欲を取り戻した彼はUEFA EURO 2004に臨み、ベスト4進出の原動力となる。同大会のベストチームと評されたチェコ代表であったが、2年後のドイツW杯ではグループリーグ敗退。これを受け2006年7月、代表引退を宣言した。
2006年、ユース時代を過ごしたSKディナモ・チェスケー・ブジェヨヴィツェに移籍。2007年5月に現役引退した。
マンチェスター・U時代にチームメイトだったエリック・カントナとは親交が深い。
世界遺産に登録されている、チェコ南部のチェスキー・クルムロフには、ポボルスキーのファンショップがある。

## 代表歴

### 出場大会
- チェコ代表
  - 2006 FIFAワールドカップ

### 試合数
- 国際Aマッチ 118試合 8得点（1994年-2006年）[2]

| チェコ代表 | 国際Aマッチ | 国際Aマッチ |
| 年         | 出場        | 得点        |
| ---------- | ----------- | ----------- |
| 1994       | 6           | 0           |
| 1995       | 5           | 0           |
| 1996       | 12          | 1           |
| 1997       | 9           | 0           |
| 1998       | 8           | 0           |
| 1999       | 11          | 1           |
| 2000       | 10          | 2           |
| 2001       | 11          | 0           |
| 2002       | 10          | 1           |
| 2003       | 8           | 2           |
| 2004       | 11          | 0           |
| 2005       | 10          | 0           |
| 2006       | 7           | 1           |
| 通算       | 118         | 8           |